# Mårten Roslund
Per Mårten René Roslund (tidigare Randrup), född 3 augusti 1991 i Huskvarna församling, Jönköpings län, är en svensk politiker för Miljöpartiet. Han var mellan 13 februari 2016 och 24 maj 2017 språkrör för Grön Ungdom tillsammans med Hanna Lidström.

## Utspel, debatt och ställningstaganden
Roslund har argumenterat för att både Sverige och EU ska ta emot fler flyktingar. Han har kritiserat regeringen Löfvens åtstramningar av migrationspolitiken och ifrågasatt förslag om ytterligare begränsningar.
Roslund efterfrågar en så kallad grön skatteväxling, där skatten på arbete sänks till förmån för skattehöjningar på utsläpp och konsumtion.
Roslund har föreslagit att landstingen ska införa särskilda rum där missbrukare kan injicera narkotika under insyn av vårdpersonal. På partikongressen 2017 ställde sig Miljöpartiet bakom idén.